# ماوس نوری

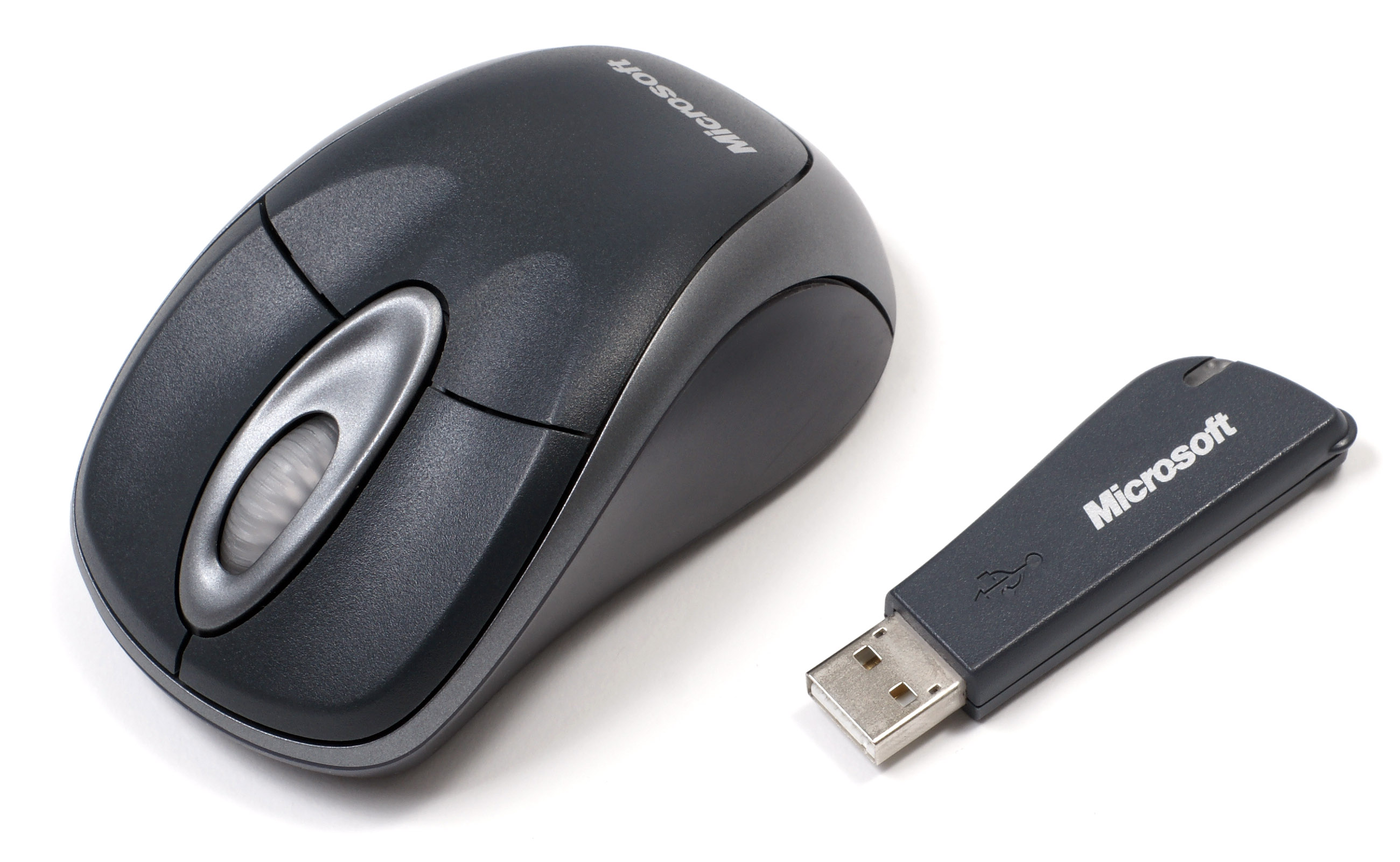

ماوس نوری نوعی ماوس کامپیوتر است که در آن از ال ئی دی و فوتودیود برای تشخیص حرکت نسبت به سطح استفاده میشود. در ماوس های مکانیکی از یک توپ چرخنده استفاده میشد.
ماوس های نوری از ماوس های غلتکی پر سرعت تر است